# Makondé (langue)
Pour les articles homonymes, voir Makondé et KDE (homonymie).
Le makondé (aussi appelé chimakondé, chinimakondé, kondé, matambwe) est une langue bantoue parlée dans le Sud-est de la Tanzanie et au Nord-est du Mozambique.

## Population
En Tanzanie où se trouvent la majorité de ses locuteurs (plus d'un million, soit la cinquième langue du pays avec environ 7 % de la population), il est parlé autour de la ville de Mtwara et sur le plateau Makondé. Au Mozambique, il est parlé sur le plateau du Mueda par plus de deux cent mille locuteurs à la frontière avec la Tanzanie.

## Description
Le makondé est un dialecte bantou central du groupe P très proche du yao (parlé au Malawi).

## Écritures
Au Mozambique, le makondé est une des langues de la Standardisation de l'orthographe des langues mozambicaines.
| a | b | d | e | g | h | i | j | k | l | m | n | ny | ng’ | o | p | s | sh | t | u | v | w | y |

Le ton haut est indiqué à l’aide de l’accent aigu, le ton bas est indiqué à l’aide de l’accent grave.